# Ar-Rahbi
Ar-Rahbi (arab. الرحبي) – miejscowość w Syrii, w muhafazie Ar-Rakka. W 2004 roku liczyła 4831 mieszkańców.